# Груйчева, Стоянка
Стоянка Груйчева (болг. Стоянка Груйчева; род. 18 марта 1955[…], Пловдив), в замужестве Курбатова (болг. Курбатова) — болгарская гребчиха, выступавшая за сборную Болгарии по академической гребле во второй половине 1970-х годов. Чемпионка летних Олимпийских игр в Монреале, бронзовая призёрка Олимпийских игр в Москве, победительница и призёрка многих регат национального значения.

## Биография
Стоянка Груйчева родилась 18 марта 1955 года в Пловдиве, Болгария. Заниматься академической греблей начала в 1970 году, проходила подготовку в местном гребном клубе «Тракия» под руководством тренера Николая Здравкова.
Дебютировала на взрослом международном уровне в сезоне 1975 года, когда вошла в основной состав болгарской национальной сборной и побывала на чемпионате мира в Ноттингеме, где заняла четвёртое место в зачёте распашных безрульных двоек.
Благодаря череде удачных выступлений удостоилась права защищать честь страны на летних Олимпийских играх 1976 года в Монреале — вместе с напарницей Сийкой Келбечевой обошла всех своих соперниц в программе безрульных двоек и тем самым завоевала золотую олимпийскую медаль.
После монреальской Олимпиады Груйчева осталась в составе гребной команды Болгарии на ещё один олимпийский цикл и продолжила принимать участие в крупнейших международных регатах. Так, в 1977 году она выступила на мировом первенстве в Амстердаме, где стала пятой в восьмёрках.
Находясь в числе лидеров болгарской национальной сборной, благополучно прошла отбор на Олимпийские игры 1980 года в Москве, на сей раз они с Келбечевой пришли к финишу третьими позади экипажей из Восточной Германии и Польши — тем самым добавили в послужной список бронзовые олимпийские награды.
Завершив спортивную карьеру, впоследствии работала тренером и руководителем отделения водных видов спорта в своём клубе «Тракия».
Почётная гражданка города Пловдива. В 2012 году за выдающийся вклад в развитие спорта и физической культуры Республики Болгария награждена орденом «Стара планина» I степени.